# Wilhelm Winter (Mathematiker)

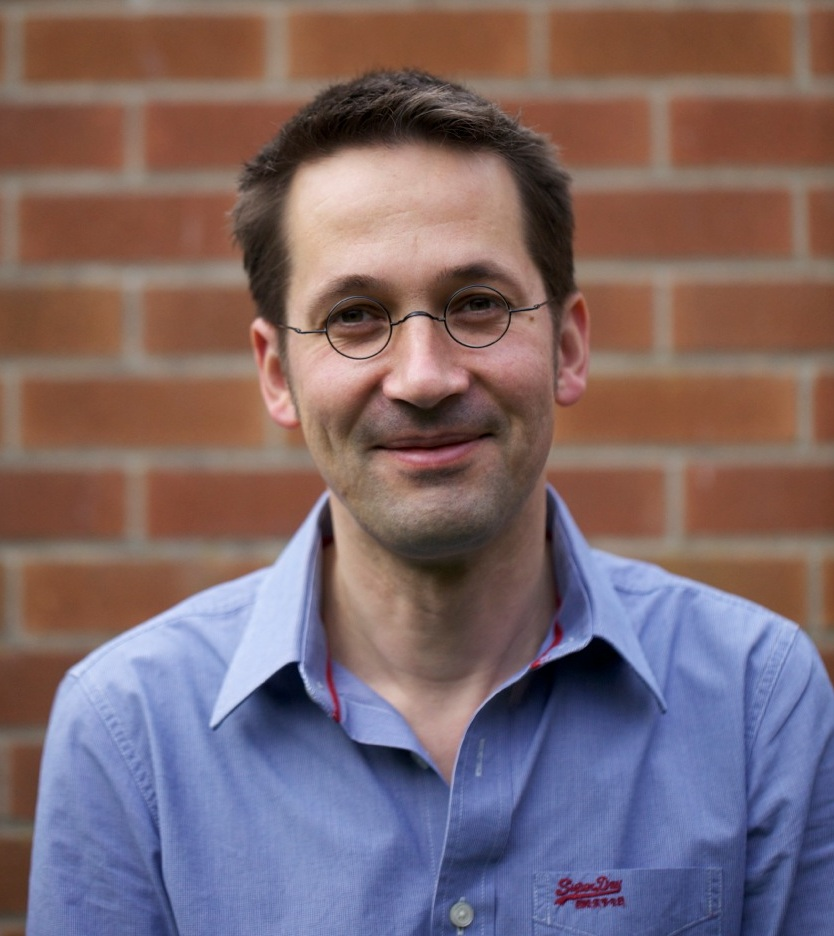
Wilhelm Winter, 2012

Wilhelm Winter (* 1968) ist ein deutscher Mathematiker, der sich mit Operatoralgebren befasst (C*-Algebren). Er ist Hochschullehrer an der Wilhelms-Universität Münster.

## Leben
Winter studierte an der Universität Heidelberg mit dem Diplom 1996 und wurde 2000 bei Joachim Cuntz an der Universität Münster promoviert mit der Dissertation Covering Dimension for Nuclear C*-Algebras. Danach war er dort wissenschaftlicher Assistent und habilitierte sich 2006 in Münster. 2002 war er Visiting Assistant Professor an der Texas A&M University und ab 2007 Lecturer und später Reader an der University of Nottingham. 2011 wurde er Professor für Mathematik in Münster.
2010 erhielt er mit Andrew Toms den G. de B. Robinson Award. Er ist eingeladener Sprecher auf dem ICM 2018 (Structure of nuclear C*-algebras: From quasidiagonality to classification, and back again).

## Schriften (Auswahl)
- mit Andrew Toms: Z-stable ASH algebras, Canadian Journal of Mathematics, Band 60, 2008, S. 703–720
- Decomposition rank and Z-stability. Invent. Math. 179 (2010), no. 2, 229–301.
- Nuclear dimension and Z-stability of pure C∗-algebras. Invent. Math. 187 (2012), no. 2, 259–342.
- mit E. Christensen, A. Sinclair, R. Smith, S. White: Perturbations of nuclear C∗-algebras. Acta Math. 208 (2012), no. 1, 93–150.
- mit Y. Sato, S. White: Nuclear dimension and Z-stability. Invent. Math. 202 (2015), no. 2, 893–921.